# Капетан-Мишино здање
Капетан Мишино здање је једна од најпознатијих грађевина деветнаестог века у Београду, у којој је смештен Ректорат Универзитета у Београду и део Филозофског факултета. Налази се у улици Студентски трг бр. 1, саграђена је у периоду од 1857. до 1863. године, према плановима чешког архитекте Јана Неволе. Након завршетка изградње, капетан Миша је поклонио ово здање својој домовини у образовне сврхе. У зграду је 1863. пресељена Велика школа, а данас је једна њена половина седиште Београдског универзитета, док су у другој половини зграде Катедра за српски језик Филолошког факултета, Семинар за византијски грчки одсека за Класичне науке, као и Семинар за Стари век, одсека за Историју, Филозофског факултета.

## Историјат
У време настанка, Здање је, попут праве градитељске и архитектонске знаменитости, било предмет дивљења суграђана као једна од најраскошнијих и највиших грађевина у Београду. Саграђена је уз некадашњи хотел „Империјал“ са којим је чинила низ јавних објеката уз главни београдски трг - Велику пијацу. Изградња овог објекта у непосредној близини Кнез Михаилове улице, која је тек била у процесу регулације, означила је преокрет у начину градње и архитектонском мишљењу који су владали градитељством Београда тог периода. Архитектура овог здања представља сведочанство трансформације Београда из оријенталне варошице у европску престоницу модерне урбане структуре и репрезентативних здања.
Према сећању "Старог Београђанина", здање је било недовршено у време бомбардовања Београда 1862; српски жандарми су се „пушкарали” с турским низамима у турској полицији на дну пијаце. Писмом од 12 (24). фебруара 1863, Миша Анастасијевић изјављује министру просвете и црквених послова Кости Цукићу да уступа своју „кућу” држави српској, „за смештај учебних и просветних завода као што су: лицеј, Народна библиотека, Народни музеј, по времену Народни универзитет итд.”. Књаз Михаило је сутрадан срдачно захвалио Анастасијевићу на овом дару, „радујући се овом ретком примеру родољубивости”. Радости и захвалности се придружила и лицејска омладина. Прва светосавска прослава у новој Великој школи је одржана 1864, у присуству кнеза, министара и саветника. Велика школа се на почетку налазила у десном крилу зграде, до Караџићеве улице, а у левом крилу, до хотела „Империјал”, била је гимназија. На првом спрату је било министарство просвете.
У свечаној дворани школе су понекад одржаване и седнице скупштине, почевши од Великогоспојинске у августу и септембру 1864. Овде је заседао и краткотрајни сенат, 1901-1903.
Здање је гранатирано у августу 1914, на почетку Првог светског рата.
Академија је 1924. изградила палату али ју је због великих издатака морала издати, па је овде одржавала седнице.

## Сврха објекта
Архитектура зграде представља стилску мешавину елемената готике, романике и ренесансе са декоративно обрађеним фасадама. На фасади према Универзитетском парку се налазе скулптуре Апола (десно) и Минерве (лево). У своје време, зграда Капетан-Мишиног здања је била најмонументалнија зграда у Београду.
Своје популарно име палата је добила по градитељу, капетан Миши Анастасијевићу, чувеном београдском трговцу сољу и бродовласнику. Титулу „дунавског капетана“ Анастасијевић је добио од кнеза Милоша Обреновића, у знак њихове сарадње и пријатељства. Палата је саграђена према плановима чешког архитекте Јана Неволе, који је у тренутку зидања обављао дужност главног инжењера Попечитељства внутрених дела. Радове на изградњи објекта изводио је грађевинар Јосиф Штајнлехнер. Првобитна намера Капетан-Мише била је да зграду подигне за двор несуђеног владарског пара – своје кћери Саре и Ђорђа Карађорђевића. Међутим, како је Светоандрејска скупштина 1859. године одлучила да врати кнеза Милоша на владарски престо у Србији, све наде о доласку на власт Карађорђевића остале су без основа.
Још током изградње, зграда је завештана отечеству за смештај више културних и просветних установа тадашње Кнежевине Србије, у њу се одмах након изградње уселила Велика школа, затим Гимназија, Министарство просвете, Реалка, Народна библиотека, Народни музеј и друге. Осим тога свечана сала ове палате била је позорница важних историјских догађаја: у њој је 1864. године заседала скупштина; 1868. у њој је одржана оснивачка скупштина првог инжењерског удружења у Србији; у њеној свечаној сали је 1875. постављена и прва изложба архитектонских снимака и копија фресака са српских средњовековних манастира коју су приредили Михаило Валтровић и Драгутин Милутиновић.
Средином 2009. године започети су радови на обнови зграде.

## Декоративне одлике

### Фасада
Богатство декоративних елемената на фасадама, чије се порекло може тражити у византијским, готичким и рано-ренесансним архитектонским изворима, изазивало је дивљење Београђана, који су зграду међу собом називали „венецијанском палатом“. Првобитно, основа здања имала је симетричну правилну форму, са два посебна дела одвојена улазним простором (вестибилом) у приземљу и свечаном салом на другом спрату. Романтичном тону обликовања фасада посебно је допринело контрастно супротстављање златножутих равних површина и прозорских оквира и детаља изведених у теракоти. Симетричност грађевине подвучена је троделном поделом фасаде са средишњим делом (ризалитом), наглашеним кровним венцем и осматрачницом на врху, и са нешто нижим бочним ризалитима. На средишњем, најрепрезентативнијем делу фасаде, одвојеном плитким полустубовима (лизенама) које се завршавају кулицама на кровном венцу, издвајају се прозори (бифоре) решени по узору на полукружни, сегментни венецијански лук.

### Детаљи
Декоративни репертоар фасаде, поред фриза слепих аркада и украсне атике у највишој зони, чине две пуне скулптуре у нишама, симетрично постављене са обе стране главног улаза у висини првог спрата. Скулптуре „Аполон са лиром“ и „Минерва са копљем и штитом“ својим тематским и симболичним значењем алудирају на уметничку, образовну и научну намену којој је грађевина била намењена још током зидања. Скулптуре, као и медаљони са мотивима анђела изнад улаза, дело су непознатог аутора. Особеност пластичног украса на главној фасади здања представља и један од ретко сачуваних грбова Кнежевине Србије, смештен у медаљону изнад прозора другог спрата, као и два бочна медаљона са ознаком године завршетка изградње, изведена у теракоти. Обиље детаља израђених у теракоти и другим индустријским материјалима указују на изузетно богатство градитеља објекта, јер су такви материјали у време грађења објекта могли само да буду увезени из иностранства. Претпоставља се да су примерци на Капетан Мишином здању израђени у Бечу или Пешти, са којима је Србија у то време била у најближим културним и уметничким односима. Камени делови фасаде, нарочито декоративно обрађене конзоле балкона и луци којима је уоквирена улазна партија, израђени су од камена са територије Србије.

### Осматрачница
Капетан Мишино здање, осим својом лепотом и допадљивошћу, изазивало је пажњу пролазника и својом висином. Као највише здање Београда, које је ту титулу задржало готово до почетка двадесетог века, послужила је за постављање осматрачнице, која се „120 стопа издиже изнад трга и пружа најлепши видик на Београд и његову околину“. У стакленој четвртастој кули – павиљону, током читавог дана и ноћи стражар је, имајући могућност да пред собом види панораму готово читавог ондашњег Београда, упозоравао ватрогасце дугачком трубом о избијању пожара. Ова стаклена стражара била је у употреби све до 1919. године, када је због увођења телефонских линија, дојављивање трубом постало споро и превазиђено.

## Нови изглед
Коначни кубични волумен у виду затвореног блока са унутрашњим двориштем, здање је добило највероватније 1905. године, када је Велика школа прерасла у Београдски Универзитет. Због ширења образовних потреба и програма новооснованог Универзитета, просторије којима је располагало Капетан Мишино здање постале су недовољне за квалитетно обављање свих наставних потреба. Након проширења у зграду су, поред већ постојећих, смештена и три одсека Техничког факултета. Настава архитектуре се одвијала и у унутрашњем дворишту, где је, у посебном, за ту сврху направљеном атељеу, студенте подучавао архитекта Бранко Таназевић. Једно време на згради се налазила и експериментална антена за бежичну телеграфију, која је постављена према замисли конструктора и професора Ђорђа Станојевића.

### Реновације
Пратећи судбину и бурну историју Београда и Србије, Капетан Мишино здање је у више наврата претрпело значајна оштећења. Приликом бомбардовања Београда 1862. године, док је зграда била још под скелама, зграда је служила Србима као утврђење, због чега је тешко оштећена турским куршумима. Током Српско-турских ратова (1876-1878) служила је војним потребама, док је највећа оштећења доживела у Првом светском рату, када је велики део левог крила зграде порушен. Значајни радови на оправкама и дограђивању објекта вршени су између 1919—1921. године.

### Споменик културе
Дуго година зграда је, као прва палата средњоевропског типа у Београду, задржала епитет најлепшег и најмонументалнијег здања, које је мамило погледе суграђана, али и светских путника и путописаца. Као једно од најзначајнијих објеката српске архитектуре 19. века, које представља значајно сведочанство њеног историјског развоја, Капетан Мишино здање је међу првима стављено под заштиту као споменик културе од изузетног значаја за државу. Уредбом о заштити београдских старина из 1935. године била је предвиђена заштита здања, али је први правни акт донет 1946. године од стране Уметничког музеја у Београду, који је после Другог светског рата обављао послове заштите културног наслеђа.

## Галерија
- Изглед здања 1867. године
- Изглед здања на почетку 20. века
- Табла на Капетан Мишином здању
- Предаја кључева града, мурал у Капетан Мишином здању
- Бог Аполон у ниши на фасади Капетан Мишиног здања
- Богиња Минерва у ниши на фасади Капетан Мишиног здања
- Капетан-Мишино здање
- Поглед са Филозофског факултета
- Скулптура на фасади
- Поглед испред улаза
- Поглед на улаз